# Томаш Цакль
Томаш Цакль (чеськ. Tomáš Cakl; нар. 25 квітня 1981) — колишній чеський тенісист.
Найвищу одиночну позицію світового рейтингу — 142 місце досяг 20 лютого 2006, парну — 346 місце — 2 серпня 2004 року.
Здобув 1 одиночний та 1 парний титул.

## Часовий графік результатів
| W | Ф | ПФ | ЧФ | #Р | КТ | К# | DNQ | A | NH |

### Одиночний розряд
| Турніри Великого шлему                 |     |     |     |     |     |     |     |       |     |   |
| Відкритий чемпіонат Австралії з тенісу |     |     |     | К3р | К1р | К3р | К1р | 0 / 0 | 0–0 | – |
| Відкритий чемпіонат Франції з тенісу   |     |     |     | К1р | К3р | К3р |     | 0 / 0 | 0–0 | – |
| Вімблдонський турнір                   |     |     |     |     | К1р | К1р |     | 0 / 0 | 0–0 | – |
| Відкритий чемпіонат США з тенісу       | К1р |     |     | К2р | К1р | К1р | К1р | 0 / 0 | 0–0 | – |
| В-П                                    | 0–0 | 0–0 | 0–0 | 0–0 | 0–0 | 0–0 | 0–0 | 0 / 0 | 0–0 | – |
| Тур ATP Мастерс 1000                   |     |     |     |     |     |     |     |       |     |   |
| Індіан-Веллс                           |     |     |     | К1р |     |     |     | 0 / 0 | 0–0 | – |
| Відкритий чемпіонат Маямі з тенісу     |     |     |     |     |     | К1р |     | 0 / 0 | 0–0 | – |
| В-П                                    | 0–0 | 0–0 | 0–0 | 0–0 | 0–0 | 0–0 | 0–0 | 0 / 0 | 0–0 | – |

## Фінали ATP Челленджер і ITF Ф'ючерс

### Одиночний розряд: 12 (3–9)
| Легенда              |
| -------------------- |
| ATP Челленджер (1–5) |
| ITF Ф'ючерс (2–4)    |

| Фінали за покриттям |
| ------------------- |
| Тверде (2–5)        |
| Ґрунт (1–3)         |
| Трава (0–0)         |
| Килим (0–1)         |

| Результат | В-П | Дата     | Турнір                       | Рівень     | Покриття | Суперник        | Рахунок                 |
| --------- | --- | -------- | ---------------------------- | ---------- | -------- | --------------- | ----------------------- |
| Поразка   | 0–1 | Лис 2000 | Кіпр F1, Нікосія             | Ф'ючерс    | Ґрунт    | Олівер Марах    | 2–6, 4–6                |
| Поразка   | 0–2 | Лют 2001 | Хорватія F1, Загреб          | Ф'ючерс    | Тверде   | Ловро Зовко     | 7–6(7–2), 3–6, 6–7(6–8) |
| Перемога  | 1–2 | Лют 2003 | Хорватія F1, Загреб          | Ф'ючерс    | Тверде   | Роко Каранушич  | 7–6(7–3), 6–4           |
| Поразка   | 1–3 | Чер 2003 | Чехія F1, Мост               | Ф'ючерс    | Ґрунт    | Ян Машик        | 5–7, 6–7(10–12)         |
| Поразка   | 1–4 | Чер 2003 | Чехія F2, Карлові Вари       | Ф'ючерс    | Ґрунт    | Радім Житко     | 6–4, 1–6, 6–7(2–7)      |
| Перемога  | 2–4 | Чер 2003 | Чехія F3, Яблонець-над-Нисою | Ф'ючерс    | Ґрунт    | Маріо Муньйос   | 6–3, 6–2                |
| Перемога  | 3–4 | Вер 2003 | Донецьк, Україна             | Челленджер | Тверде   | Орест Терещук   | 5–7, 7–6(7–5), 7–6(7–0) |
| Поразка   | 3–5 | Лис 2005 | Гельсінкі, Фінляндія         | Челленджер | Тверде   | Б'єрн Ренквіст  | 6–7(2–7), 6–7(4–7)      |
| Поразка   | 3–6 | Лют 2006 | Белград, Сербія              | Челленджер | Килим    | Янко Типсаревич | 4–6, 1–4 ret.           |
| Поразка   | 3–7 | Вер 2006 | Донецьк, Україна             | Челленджер | Тверде   | Ілія Бозоляц    | 4–6, 6–3, 5–7           |
| Поразка   | 3–8 | Гру 2007 | Нью-Делі, Індія              | Челленджер | Тверде   | Михайло Єлгін   | 6–7(4–7), 7–6(8–6), 3–6 |
| Поразка   | 3–9 | Сер 2008 | Нью-Делі, Індія              | Челленджер | Тверде   | Конор Ніланд    | 4–6, 4–6                |

### Парний розряд: 5 (2–3)
| Легенда              |
| -------------------- |
| ATP Челленджер (1–1) |
| ITF Ф'ючерс (1–2)    |

| Фінали за покриттям |
| ------------------- |
| Тверде (1–2)        |
| Ґрунт (1–1)         |
| Трава (0–0)         |
| Килим (0–0)         |

| Результат | В-П | Дата     | Турнір                                   | Рівень     | Покриття | Партнер           | Суперники                    | Рахунок       |
| --------- | --- | -------- | ---------------------------------------- | ---------- | -------- | ----------------- | ---------------------------- | ------------- |
| Перемога  | 1–0 | Лис 2000 | Іспанія F14, Лас-Пальмас-де-Гран-Канарія | Ф'ючерс    | Ґрунт    | Дієґо Іппердінгер | Марко К'юдінеллі Като Дзюн   | 6–2, 6–2      |
| Поразка   | 1–1 | Лис 2002 | Чехія F7, Frýdlant                       | Ф'ючерс    | Тверде   | Ян Мертл          | Лукаш Длоуги Давід Мікета    | 6–2, 3–6, 4–6 |
| Поразка   | 1–2 | Вер 2003 | Сан-Антоніо, США                         | Челленджер | Тверде   | Луїс Восло        | Пол Голдстейн Джефф Моррісон | 3–6, 2–6      |
| Перемога  | 2–2 | Лис 2008 | Йокогама, Японія                         | Челленджер | Тверде   | Марек Сем'ян      | Брендан Еванс Мартін Сланар  | 6–3, 7–6(7–1) |
| Поразка   | 2–3 | Лип 2012 | Чехія F6, Ліберець                       | Ф'ючерс    | Ґрунт    | Любомір Майсайдр  | Ярослав Поспішил Ян Шатрал   | 2–6, 4–6      |